# Miquel Madorell

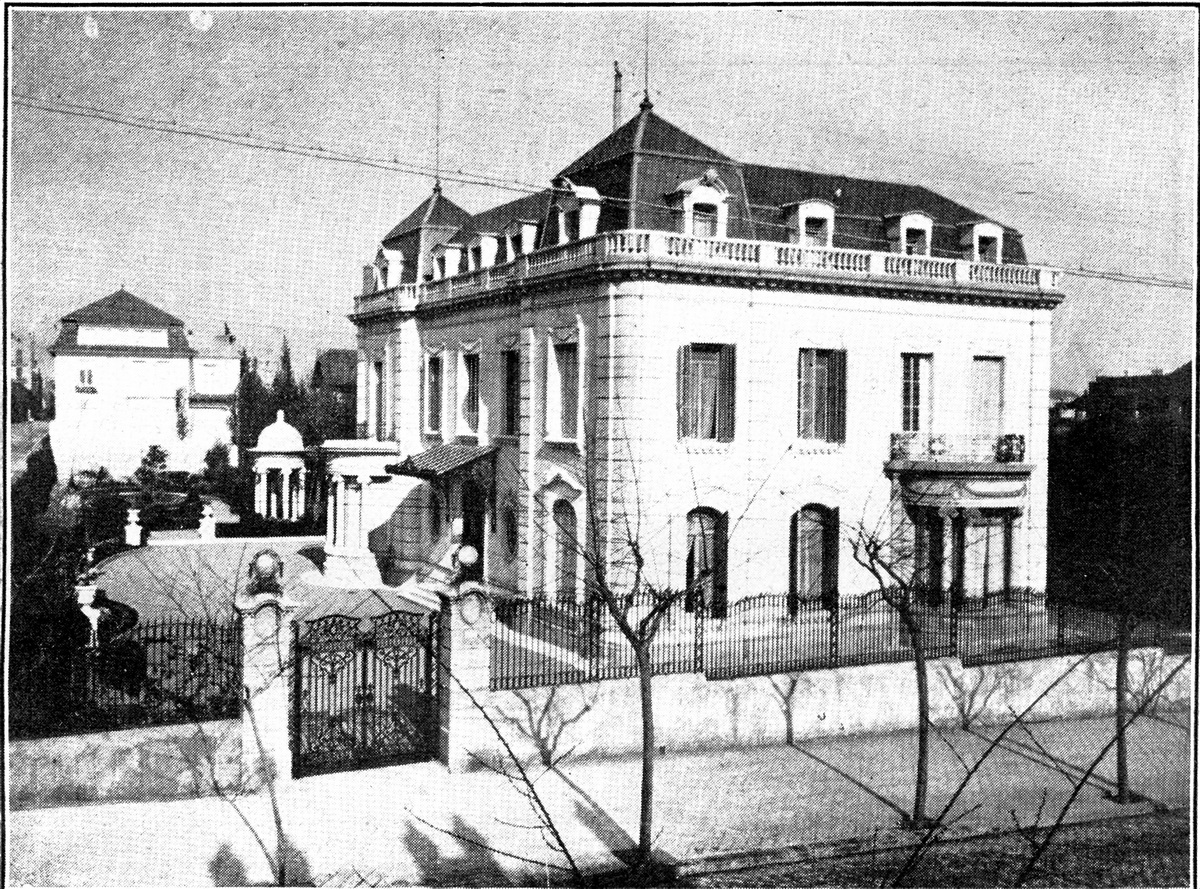
Chalé de Araceli Fabra en la Calle de Muntaner n.º 264 (desaparecido).

Miquel Madorell y Rius (Hospitalet de Llobregat, 1869 – Barcelona, 2 de febrero de 1936) fue un arquitecto, licenciado en 1891. Fue presidente de la Asociación de Arquitectos (1922-1925), y miembro de la Academia de Ciencias y Artes de Barcelona en 1926.
En Barcelona buena parte de su trabajo se centró en la construcción de hoteles, así como algunos edificios singulares, tales como: Teatro Tívoli, (calle de Caspe con Ausiàs March), el Banco Hispanoamericano de la calle de Fontanella (1914) y el chalé de Araceli Fabra de la calle de Muntaner (1916), con el que ganó el Primer Premio del Concurso anual de edificios artísticos (Barcelona). Por otro lado, otros edificios singulares barceloneses son: la casa Santurce Pau Ubarri (calle de Valencia, n.º 293), la casa María Mollevá (calle de Sants, n.º 135), Casa 1899 (calle de Sants, n.º 135), el antiguo chalé de los Vidal Cuadras (actualmente escuela de parvulario de Dolors Monserdà-Santapau (paseo de Santa Eulalia), etc.
En Palma de Mallorca, con un estilo ecléctico próximo a Doménech y Estapá, realizó el Círculo Mallorquín junto a Pasqual Sanz y Lluís Callú, obra por la que fue galardonado en 1899. Desde 1913 dirigió la antedicha institución. 
También tiene obras en Arenys de Munt y en Tiana (can Xipell).